# El Debate

El Debate (littéralement « Le Débat » en espagnol) est un quotidien publié à Madrid entre 1910 et 1936 d’idéologie catholique et conservatrice,.
Il s’agit du plus important périodique catholique de son époque en Espagne.

## Histoire
Au cours de la dictature de Berenguer (janvier 1930-février 1931), il est avec ABC le seul organe de presse à défendre le système.
Il est suspendu plusieurs fois au cours de la Seconde République.
Son tirage est estimé entre 60 000 et 80 000 exemplaires en 1931, et environ 80 000 en 1936.
Il ferma en 1936, à la suite de la réquisition de son imprimerie par les républicains espagnols.
En octobre 2021, un journal en ligne est créé avec le même titre en se présentant comme le continuateur de la publication d'origine, à l'initiative de l'Asociación Católica de Propagandistas.